# Võ Văn Kiệt
Võ Văn Kiệt (Vĩnh Long, 23 novembre 1922 – Singapore, 11 giugno 2008) è stato un politico vietnamita.

## Biografia
Nato in una famiglia contadina nel villaggio Trung Hiệp, nella provincia Vĩnh Long, il suo nome di nascita era Phan Văn Hòa, cambiato in Võ Văn Kiệt con l'ammissione al Partito comunista indocinese. È stato primo ministro del Vietnam dall'8 agosto 1991 al 25 settembre 1997 ed è stato uno dei leader politici che ha portato il rinnovamento della politica in Vietnam.